# 原孝太郎と東京六重奏団
原孝太郎と東京六重奏団（はらこうたろうととうきょうろくじゅうそうだん）は、日本のバンド。銀巴里で演奏していた当時は日本一のコンチネンタル・タンゴバンドとも称された。

## 概要
1944年に結成される。NHKラジオ、ラジオ東京の番組に出演して人気を博した。1953年に訪日したダミアの伴奏がきっかけとなり、フランスへ渡る。日本に戻ってからは銀巴里でシャンソンの紹介を積極的に行った。1955年頃から主な舞台を新宿のラセーヌに移して、活躍を続けた。

## 主な伴奏
- 二葉あき子 - 『水色のワルツ』[2]
- 藤沢嵐子[2]
- 淡谷のり子[2]

## 原孝太郎
原 孝太郎（はら こうたろう、1913年 - 1993年6月9日）
山口県萩市出身。武蔵野音楽大学中退。1993年6月9日没。

## 関連
- 美輪明宏 - 銀巴里での専属歌手[1]